# Shuchi Talati
Shuchi Talati (Hindi शुचि तलाति) ist eine indische Filmemacherin. Sie feierte mit Filmen wie Girls Will Be Girls (2024) internationale Erfolge.

## Leben
Talati machte am American Film Institute (AFI) in Los Angeles ihren Abschluss in Regie und erhielt dort den Bridges-Larson Production Award sowie ein Women-in-Film-Stipendium. Vor ihrem Studium arbeitete sie in Mumbai an Werbefilmen und war als Creative Head und Machinima-Regisseurin für das Start-up Indusgeeks tätig, wobei sie über zwanzig Werbe- und Unternehmensvideos für Kunden wie Brand Union, RTA Dubai und Child Rights and You realisierte. Sie ist Mitglied der Brooklyn Filmmakers Collective, der Bitchitra Collective und des Freelance Solidarity Project.

## Wirken
In ihrer Arbeit thematisiert Talati häufig weibliche Identität und Begehrlichkeiten sowie das Erwachsenwerden, wobei sie bewusst auf moralische Verurteilungen verzichtet und stattdessen komplexe Figuren in den Vordergrund stellt.
Talatis zehnter Kurzfilm Mae and Ash befasst sich mit einer offenen Beziehung, deren Dynamik auf die Probe gestellt wird, als eine dritte Person zum Frühstück bleibt, und spiegelt Talatis persönliche Erfahrungen wider. Ein weiteres Werk von ihr, Period Piece, das sich unverblümt mit dem Thema Periodensex auseinandersetzt, feierte 2020 beim South by Southwest (SXSW) Film Festival Premiere. Im Dokumentarfilmbereich wirkte Talati als Story Producer an der Emmy-nominierten Produktion Being Mary Tyler Moore sowie an Netflix’ We Are: The Brooklyn Saints mit und war an Wyatt Cenac’s Problem Areas beteiligt, das für einen GLAAD Award nominiert wurde.
Mit Girls Will Be Girls stellte Talati 2024 ihr Spielfilmdebüt vor, das in der World Cinema Dramatic Competition des Sundance Film Festivals gezeigt wurde und dort eine Auszeichnung erhielt. Der Film erzählt die Geschichte der 16-jährigen Mira, die in einem Elite-Internat in Nordindien lebt und deren rebellische Selbstfindung von ihrer Mutter beeinflusst wird. Nach erfolgreicher Festivalpräsenz wurde der Film auf Prime Video veröffentlicht. Für den Film erhielt Talati im Rahmen der Internationale Filmfestspiele Berlin 2022 einen ARTEKino International Award.